# Gouvernement Ansip III
Pour les articles homonymes, voir Gouvernement Ansip.
 (août 2023).
Si vous disposez d'ouvrages ou d'articles de référence ou si vous connaissez des sites web de qualité traitant du thème abordé ici, merci de compléter l'article en donnant les références utiles à sa vérifiabilité et en les liant à la section « Notes et références ».
République d'Estonie
Ansip II Rõivas I
Le gouvernement Ansip III (en estonien : Andrus Ansipi kolmas valitsus) est le gouvernement de la république d'Estonie entre le 5 avril 2011 et le 26 mars 2014, durant la XIIe législature du Riigikogu.
Il est à nouveau dirigé par le Premier ministre libéral Andrus Ansip — qui détient le record de longévité au pouvoir — et repose sur une coalition entre l'ERE et l'IRL. Il est formé à la suite des élections au Parlement et prend ainsi la suite du gouvernement Ansip II. En mars 2014, Ansip indique son intention de démissionner et se trouve remplacé trois semaines plus tard par le ministre des Affaires sociales Taavi Rõivas, qui met sur pied une majorité avec le Parti social-démocrate (SDE).

## Coalition et historique
Dirigé par le Premier ministre libéral sortant Andrus Ansip, ce gouvernement est constitué d'une coalition gouvernementale de centre droit entre le Parti de la réforme d'Estonie (ERE) et l'Union de la patrie et Res Publica (IRL). Ensemble, ils disposent de 56 députés sur 101, soit 55,4 % des sièges du Riigikogu.
Il est formé à la suite des élections législatives du 6 mars 2011.
Il succède donc au gouvernement Ansip II, formé d'une coalition identique, mais minoritaire depuis près de deux ans.

### Formation
Au cours du scrutin parlementaire, le Parti de la réforme s'impose pour la deuxième fois consécutive et l'Union de la patrie connaît une légère progression. Gagnant un total de six parlementaires, les deux formations au pouvoir sont en mesure de constituer une majorité absolue, et Ansip entreprend son troisième mandat un mois après le scrutin. Il établit ainsi le record de longévité d'un Premier ministre estonien et balte depuis la chute de l'URSS.

### Succession
Le chef du gouvernement annonce le 4 mars 2014 son intention de démissionner, dans l'objectif de rejoindre par la suite la Commission européenne. L'ERE propose une semaine plus tard le ministre des Affaires sociales et benjamin du cabinet Taavi Rõivas pour prendre sa succession. Celui-ci fait alors le choix de remplacer l'IRL par le Parti social-démocrate (SDE) et forme son premier cabinet le 26 mars.

## Composition
- Les nouveaux ministres sont indiqués en gras, ceux ayant changé d'attributions en italique.

| Fonction                                                | Titulaire | Titulaire                                                               | Parti |
| ------------------------------------------------------- | --------- | ----------------------------------------------------------------------- | ----- |
| Premier ministre                                        |           | Andrus Ansip                                                            | ERE   |
| Ministre de l'Éducation et de la Recherche              |           | Jaak Aaviksoo                                                           | IRL   |
| Ministre de la Justice                                  |           | Kristen Michal (jusqu'au 10/12/2012) Hanno Pevkur                       | ERE   |
| Ministre de la Défense                                  |           | Mart Laar (jusqu'au 06/05/2012) Urmas Reinsalu (à partir du 14/05/2012) | IRL   |
| Ministre de l'Environnement                             |           | Keit Pentus                                                             | ERE   |
| Ministre de la Culture                                  |           | Rein Lang (jusqu'au 04/12/2013) Urve Tiidus                             | ERE   |
| Ministre des Affaires économiques et des Communications |           | Juhan Parts                                                             | IRL   |
| Ministre de l'Agriculture                               |           | Helir-Valdor Seeder                                                     | IRL   |
| Ministre des Finances                                   |           | Jürgen Ligi                                                             | ERE   |
| Ministre des Affaires régionales                        |           | Siim-Valmar Kiisler                                                     | IRL   |
| Ministre de l'Intérieur                                 |           | Ken-Marti Vaher                                                         | IRL   |
| Ministre des Affaires sociales                          |           | Hanno Pevkur (jusqu'au 11/12/2012) Taavi Rõivas                         | ERE   |
| Ministre des Affaires étrangères                        |           | Urmas Paet                                                              | ERE   |